# La flaqueza del bolchevique
La flaqueza del bolchevique es la tercera novela del escritor Lorenzo Silva. Publicada en 1997, fue finalista del Premio Nadal ese mismo año.

## Argumento
La vida de un hombre desencantado y aburrido toma un nuevo rumbo tras un accidente de circulación. El protagonista empotra su coche contra el de delante. Éste pertenece a una ejecutiva histérica que le cubre de insultos y él toma la decisión de su vida: se dedicará en cuerpo y alma a la aniquilación moral de esa mujer. Lo que comenzó siendo una venganza se convierte en la obsesión de un hombre maduro por una adolescente.

## Origen del título
El título procede de una anécdota que explica el protagonista en la obra a través de una fotografía, que se remonta al siglo XX. 
El protagonista se identifica con los sentimientos de un bolchevique que al irrumpir en los aposentos del zar, se enamora de una duquesa, hija de Nicolás II. Ésta siente un gran desprecio por los mujik como él. El bolchevique viola a la duquesa, que momentos después será ejecutada. Ésta es la flaqueza del bolchevique: un amor utópico, e impracticable.

## Cine
En 2003 esta novela fue llevada al cine por Manuel Martín Cuenca y fue protagonizada por Luis Tosar y la joven María Valverde con el título homónimo.